# Gino Rocca
Gino Rocca (Mantova, 1891. február 22. − Milánó, 1941. február 13.) olasz író, kritikus.

## Életrajza
Színházkritikusa volt az Avanti és a Popolo d'Italia című lapoknak. 1914-ben Ferruccio Benini bemutatta Il sol sui veri ('A nap az igazakra süt') című vígjátékát. Sok sikeres színművet írt, köztük nem egyet velencei dialektusban: Le no i xe mati no li volemo ('Ha nem őrültek, nincs rájuk szükségünk', 1926), Scorzeta de limon ('Citromhéj') és Sior Tita paron, ('Tita mester', 1928).  Az Il terzo amante ('A hatalmas harmadik', 1929) finom lélekrajzával, az Il mondo senza gamberi ('A világ rákok nélkül', 1933) eredeti témájával a többi fölé emelkedik. Regényei is igen kelendők voltak. A L’uragano címűt (1919) magyarra is lefordították ('Az orkán', ford.: Gáspár Miklós). Mint minden modern színműíró, mesterségét ő is a kritikán keresztül sajátította el (Teatro del mio tempo). További színművei: Tragedia senza eroe ('Tragédia hős nélkül', 1924); Gli amanti impossibili ('Lehetetlen szerelmesek', 1925); Il re povero ('A szegény király', mesejáték, 1939).